# Hypsiboas pellucens
Hypsiboas pellucens är en groddjursart som först beskrevs av Werner 1901.  Hypsiboas pellucens ingår i släktet Hypsiboas och familjen lövgrodor. IUCN kategoriserar arten globalt som livskraftig. Inga underarter finns listade i Catalogue of Life.